# Finanzverwaltung (Österreich)
Die Finanzverwaltung in Österreich ist der Teil der öffentlichen Verwaltung und gliedert sich in die Steuerverwaltung und die Zollverwaltung.
Oberste Behörde der Finanzverwaltung ist das Bundesministerium für Finanzen und zuständig für die finanziellen Interessen der Republik Österreich durch Erhebung von Abgaben und Beiträgen. Untergeordnete Organisationseinheiten sind das Finanzamt Österreich, das Zollamt Österreich, das Finanzamt für Großbetriebe, das Amt für Betrugsbekämpfung, der Prüfdienst für Lohnabgaben und Beiträge und die Zentralen Services.

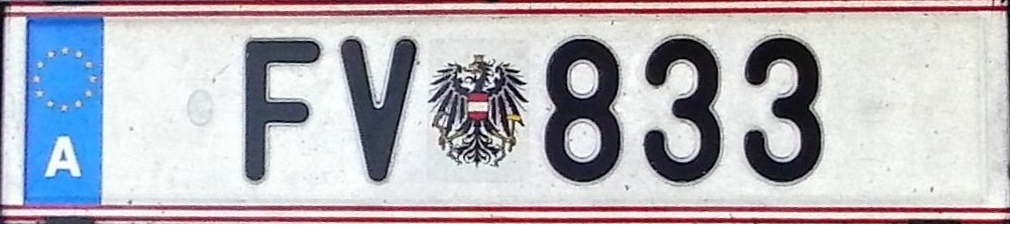
Finanzverwaltung Österreich

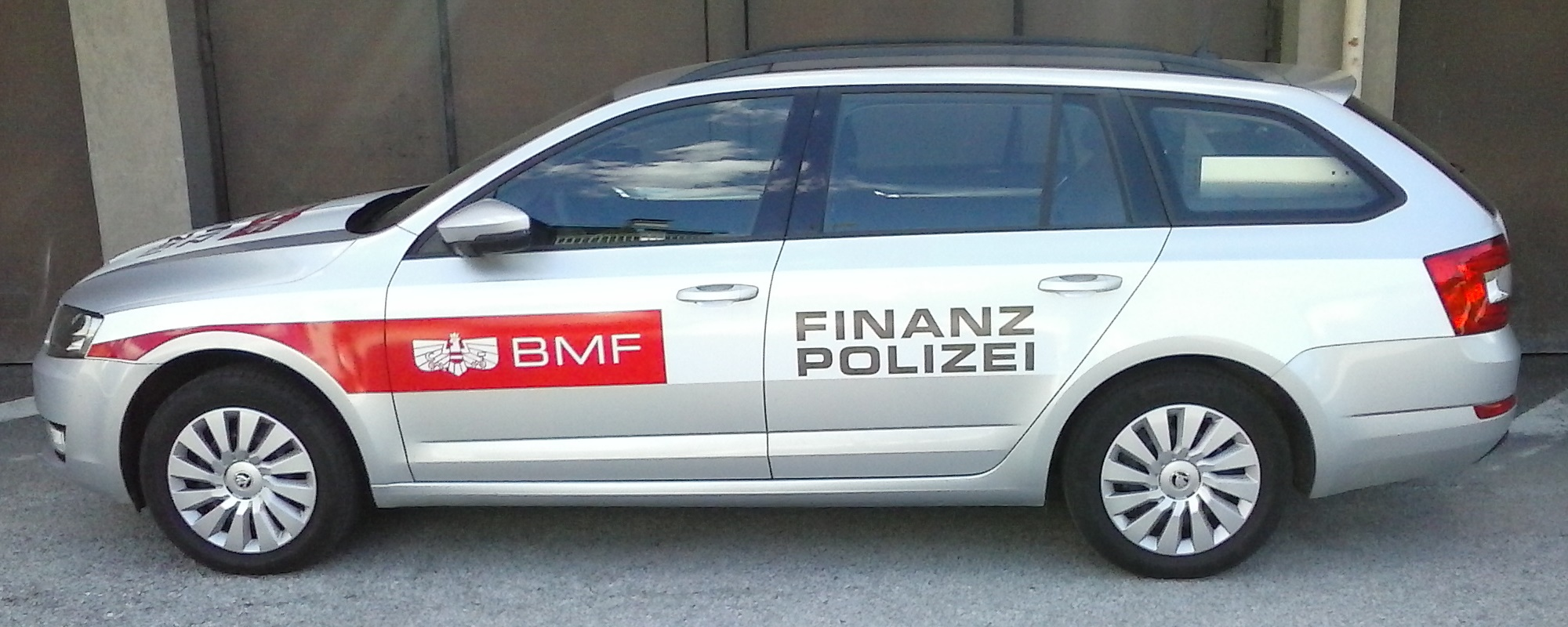
Dienstfahrzeug der Finanzpolizei

## Organisation
Die Finanzverwaltung besteht aus folgenden Einheiten:
- Dem Bundesministerium für Finanzen (gegliedert in Sektionen, Gruppen, Abteilungen und eine Stabsstelle)
- Dem Finanzamt Österreich mit 32 lokalen Dienststellen an 67 Standorten. Dieses ist gegliedert in die Bereiche Private, Kleine und mittlere Unternehmen und Steuerschuldner und den operativen Einheiten:
  - Dienststelle Sonderzuständigkeiten für Gebühren, Verkehrsteuern, Glücksspiel, Spenden etc.[2]
  - FinanzService-Center (für Auskünfte)
- Dem Zollamt Österreich mit fünf Dienststellen und diversen Zollstellen. Dieses ist gegliedert in die Bereiche Betreuung Wirtschaftsbeteiligte und Kontrolle und Strafsachen.
- Dem Finanzamt für Großbetriebe an acht Standorten (gegliedert in Prüfteams)
- Dem Amt für Betrugsbekämpfung an 58 Standorten (gegliedert in Teams in den Bereichen Finanzstrafsachen, Finanzpolizei, Steuerfahndung und die Zentralstelle Internationale Zusammenarbeit)
- Dem Prüfdienst für Lohnabgaben und Beiträge an 53 Standorten (gegliedert in Prüfteams)
- Den Zentralen Services. Diese sind gegliedert in die Organisationseinheiten Zentrale Fachstelle, Bundesfinanzakademie, Predictive Analytics Competence Center, IT-Koordination und Datamanagement.